# Alliance pour la sécurité de la voix sur IP
L'Alliance pour la sécurité de la Voix sur IP (VOIPSA pour Voice over IP Security Alliance) fut lancée au début de l'année 2005 pour favoriser la rencontre des vendeurs, des fournisseurs et des leaders d'opinion dans le domaine de la Voix sur IP et de la Sécurité informatique, afin de résoudre les menaces actuelles et émergentes contre cette technologie. La mission que cette alliance s'est donnée est :
La mission de VOIPSA est de promouvoir la recherche, l'éducation et la prise de conscience concernant la sécurité de la Voix sur IP, ainsi que des méthodologies et des outils gratuits relatifs aux tests de la VoIP.